# Juan Acuña Naya
Juan Acuña Naya, född den 14 februari 1923 i A Coruña, död den 30 augusti 2001 i A Coruña, var en spansk fotbollsmålvakt.
Han spelade nästan hela sin karriär i RC Deportivo de La Coruña där han debuterade 1938 mot Ferrol. Året därpå skrev han på för Deportivo med en månadslön på 300 pesetas. Han hade många problem både på grund av skador och övervikt. Acuña vann Zamoratrofén fyra gånger, bara Antoni Ramallets har vunnit den fler gånger. 1990 skapade Deportivo en trofé med hans namn.